# Ширки (Могилёвская область)
Ширки (бел. Шыркі) — деревня в Мстиславском районе Могилёвской области Белоруссии. Входит в состав Копачевского сельсовета.

## География
Деревня находится в северо-восточной части Могилёвской области, в пределах Оршанско-Могилёвской равнины, на левом берегу реки Кошанки, к северу от автодороги Р96, на расстоянии примерно 20 километров (по прямой) к западу от Мстиславля, административного центра района. Абсолютная высота — 210 метров над уровнем моря.

## История
Согласно «Списку населенных мест Могилёвской губернии» 1910 года издания населённый пункт входил в состав Ширковского сельского общества Долговичской волости Чериковского уезда Могилёвской губернии. Имелось 40 дворов и проживало 279 человек (135 мужчин и 144 женщины).

## Население
По данным переписи 2009 года, в деревне проживало 68 человек.